# Кажоциньш, Янис
Я́нис Ка́жоциньш (латыш. Jānis Kažociņš; род. 11 мая 1951 года, Питерборо) — британский и латвийский военный деятель. Заместитель начальника штаба НВС. Бригадный генерал вооруженных сил Великобритании. Работал на дипломатической службе Великобритании. Военный атташе в Балтийских странах.

## Биография
Родился в семье латышских беженцев Индулиса Кажоциньша и его супруги Шарлотты. Во время Второй Мировой войны отец - офицер Латвийской армии, руководил службой помощников воздушных сил Латышского легиона СС.
В 1972 году получил степень бакалавра по философии в университете Ноттингем. В 1973 году окончил Королевскую военную академию в Сандхерсте и начал службу в армии, поскольку «в то время СССР в военном отношении был очень силен и очень агрессивен. И Запад его боялся», а Янису хотелось уберечь Европу от новой войны.
В 1984 году закончил курсы старших штабных офицеров Великобритании.
В 1989—1991 гг. служил офицером британской Рейнской армии в Германии, Великобритании и на Среднем Востоке.
В 1991—1993 гг. командовал британским 2-м артиллерийским полком в Германии и Северной Ирландии.
В 1994 году приехал в Прибалтику как первый военный атташе Великобритании в Латвии, Литве и Эстонии.
В 1995—1997 гг. стал заместителем начальника штаба Национальных вооруженных сил Латвии.
В 1997 году вернулся в Великобританию и до 2000 г был начальником штаба британской 4-й дивизии в Англии. По окончании службы на это должности досрочно уволился из вооруженных сил Великобритании в звании бригадного генерала.
В 2000—2001 гг. командовал группой британских советников в Центральной Европе и учебных подразделений в Чехии.
В 2001—2002 гг. — британский военный советник командира вооруженных сил Словакии.
С 2003 года начал работать в Латвии и по май 2013 года был директором контрразведывательной спецслужбы «Бюро по защите Конституции». В 2012 году объявил, что больше не будет претендовать на этот пост, что президент Латвии Андрис Берзиньш прокомментировал так, что главой такой службы должен быть «латвийский латыш», а не представитель эмиграции. Накануне в прессе прозвучала информация о том, что спецслужбы, в том числе ведомство под руководством Кажоциньша, занимаются сбором компрометирующей информации на политиков из партий «Согласие» и «Всё для Латвии!»
Своими достижениями на посту главы Бюро Кажоциньш считал вступление Латвии в ЕС и НАТО в 2004 году, так как ещё за год до этого «это было под вопросом — по соображениям безопасности». При Кажоциньше Латвия начала участвовать в работе Комитета гражданской разведки НАТО, в 2011 году председательствовала в нём.
В 2013 году был награждён Крестом признания. С июня 2013 года — внештатный советник министра обороны Артиса Пабрикса по вопросам международной безопасности и информационных технологий.
В декабре 2013 года возглавил Общественную комиссию по оценке трагедии в Золитуде, но 18 декабря вышел из состава комиссии.
После избрания на пост президента Эгила Левита является его советником по вопросам национальной безопасности, секретарём Совета национальной безопасности.

## Увлечения
Помимо родных латышского и английского, владеет французским и немецким языками, русским языком и латынью на начальном уровне. В молодости читал русскую литературу, в которой отдавал предпочтение Тургеневу, а не Достоевскому.

## Семья
Отец Яниса Кажоциньша Индулис (1917—2000) с начала нацистской оккупации Латвийской ССР возглавил группу шуцманов и «полицию самоохраны» в Платерской волости Рижского уезда. В августе 1944 года его призвали в Латышский легион Ваффен СС, где назначили офицером связи между Люфтваффе и учрежденным немцами «латвийским самоуправлением». Как один из лидеров Латышской молодежной организации (Latvju jaunatnes organizācijа) он помогал вербовать несовершеннолетних латышей во вспомогательный персонал авиационных частей (Luftshilfe). С мая по 9 сентября 1944 года таким образом было призвано 4139 юношей, из которых 3614 были признаны годными к службе. По итогам военных действий 887 «помощников» погибло, что составляет четверть списочного состава. Латышский эмигрантский историк Х.Биезайс считает, что «призыв латышских школьников в гитлеровскую армию является тягчайшим преступлением, которое Данкерс и генеральные директора (латвийского самоуправления) совершили против латышского народа».
В 1945 году И.Кажоциньш попал в плен к советским войскам в Чехословакии, выдал себя за немца и под чужой фамилией трудился как простой военнопленный, а не офицер, на Волгострое, а затем в Рыбинске. В 1948 году его освободили и вывезли в Германию, откуда он перебрался в Великобританию, где работал учителем в латышской школе. В 1978 году заочно окончил вуз и получил степень бакалавра истории, написал около 140 работ.

## Награды
Латвия
- Орден Виестура I степени (16 октября 2004)[13].
- Крест Признания I степени (27 апреля 2007)[14].
- Орден Трёх звёзд II степени (12 апреля 2013)[15].

Эстония
- Орден Креста земли Марии III степени (4 февраля 2015)[16].

Великобритания
- Орден Британской империи военного дивизиона степени командора (29 июня 1991)[17].
- Благодарность королевы за полезную службу[англ.] (26 апреля 1994)[18].